# 젬피시

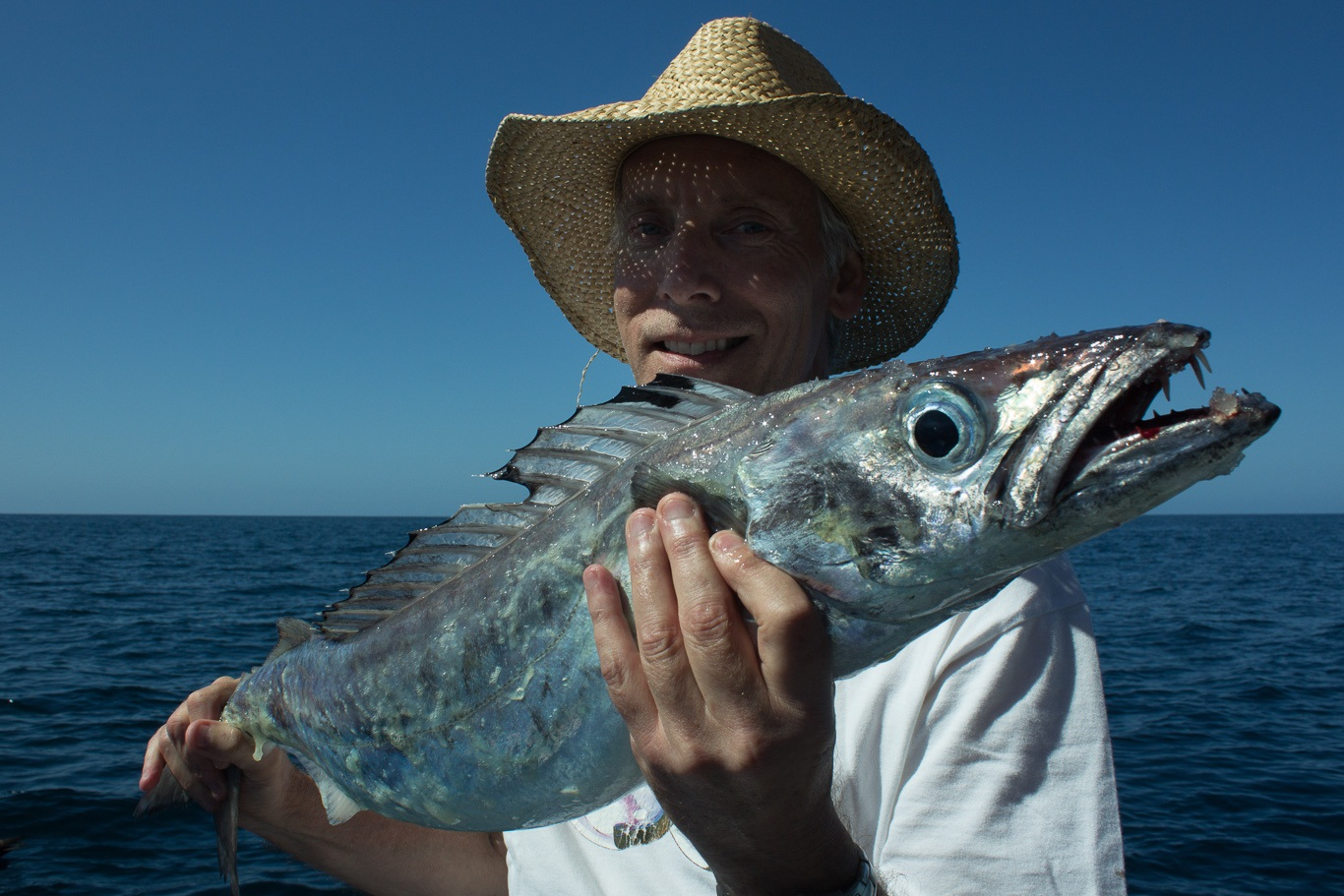

젬피시(학명: Rexea solandri)는 고등어목 젬피시과에 속하는 물고기로 전체의 몸길이가 2m에 몸무게는 80kg가 나가는 대형 어류이다.

## 특징과 먹이
젬피시는 고등어목에 속하는 어류이며 수영 속도가 빠르고 이빨이 제법 날카롭다. 몸은 은백색을 띄며 상업용 어종으로 식용이 가능하다. 다만 낚시로 낚았을 때는 날카로운 이빨 때문에 반드시 주의가 요구되며 등지르러미의 두쪽이 제벌 솟구쳐 있고 올라와 있다. 배지느러미는 한 쪽만 있는 것이 특징이다. 식성은 육식성으로 오징어와 작은 물고기를 잡아먹으며 그 외에 갑각류 등도 즐겨 먹는다.

## 서식지
젬피시의 서식지는 뉴질랜드와 오스트레일리아의 남부 태평양 일대에 주로 서식하며 수심 50~550m에 주로 서식하는 심해어이다. 가끔 800m에서 발견이 될 때도 있지만 일반적으로 심해어를 치곤 얕은 심해에서 서식한다.